# 岡本甚左衛門
岡本 甚左衛門（おかもと じんざえもん、安永3年7月10日（1774年8月16日） - 天保13年6月21日（1842年7月28日））は、江戸時代後期の開拓者。名は祐次。

## 経歴・人物
石見国那賀郡七条村の庄屋。私財を投じ、文政2年（1819年）から同12年（1829年）頃に掛けて同村の七条原の荒地に約12haの水田を拓く。